# هارت-پولنیتس
هارت-پولنیتس (به آلمانی: Harth-Pöllnitz) یک شهر در آلمان است که در گرایتس واقع شده‌است. هارت-پولنیتس ۳٬۲۸۴ نفر جمعیت دارد.